# Nieuwpoort (Santa Barbara)
Nieuwpoort, Newport  – wieś (dorp) w osadzie Santa Barbara miejscowości Spaanse Water, w dystrykcie Bandariba, w kraju autonomicznym Curaçao, należącym do Holandii, w Ameryce Południowej.  